# Exocentrus tantillus
Exocentrus tantillus là một loài bọ cánh cứng trong họ Cerambycidae.